# Saint James Windward
Saint James Windward is een van de veertien parishes van Saint Kitts en Nevis. Het ligt op het eiland Nevis en de hoofdstad is Newcastle. Vance W. Amory International Airport, het vliegveld van Nevis, bevindt zich ten westen van Newcastle.

## Overzicht
Aan de kust bij Newcastle bevond zich een redoute uit de 17e eeuw die de Britten was gebouwd, maar niet meer werd gebruikt. Voor de constructie van het vliegveld was het fort onderzocht en in 1996 gesloopt.
Ten zuiden van Newcastle ligt de ruïne van Cottle Church. In 1822 begon de bouw van de kerk door de plantagehouder John Cottle voor zijn familie en slaven. De kerk was nooit ingewijd, omdat godsdienstonderwijs aan slaven verboden was. De kerk was in het begin van de 20e eeuw verlaten, en orkanen en aardbevingen hebben het gereduceerd tot een ruïne.

## Stranden
In het noordoosten van de parish ligt Oualie Beach, een strand met beige zand. Het strand heeft rustig water, en is geschikt voor kinderen. Aan het strand bevinden zich bars, restaurants en een hotel. Er worden activiteiten als catamaranvaren, duiken en, surfen aangeboden. Oualie Beach heeft een aanlegsteiger waar boten naar Saint Kitts vertrekken.
Ten westen van Oualie Beach bevindt zich Lover's Beach, een 1½ km witzandstrand dat erg rustig is. Het strand heeft geen voorzieningen, en het water is wilder en minder geschikt voor kinderen. Tussen april en november wordt het strand ook gebruikt door schildpadden om hun eieren te leggen.
Nisbet Beach ligt ten oosten van het vliegveld. Het luxuese Nisbet Plantation Beach Club bevindt zich aan het strand, maar alle stranden in Nevis zijn openbaar. Het strand heeft rustig water en geschikt om in te zwemmen. Alle faciliteiten bevinden zich in het hotel.
Saint Kitts: Christ Church Nichola Town · Saint Anne Sandy Point · Saint George Basseterre · Saint John Capisterre · Saint Mary Cayon · Saint Paul Capisterre · Saint Peter Basseterre · Saint Thomas Middle Island · Trinity Palmetto Point

Nevis: Saint George Gingerland · Saint James Windward · Saint John Figtree · Saint Paul Charlestown · Saint Thomas Lowland